# Черниговское сельское поселение (Белореченский район)
Черниговское сельское поселение — муниципальное образование в Белореченском районе Краснодарского края России.
В рамках административно-территориального устройства Краснодарского края ему соответствует Черниговский сельский округ.
Административный центр — посёлок Молодёжный.

## Население
| 2010  | 2012  | 2013  | 2014  | 2015  | 2016  | 2017  |
| ----- | ----- | ----- | ----- | ----- | ----- | ----- |
| 3842  | ↗3923 | ↗4001 | ↗4062 | ↗4142 | ↗4203 | ↗4238 |
| 2018  | 2019  | 2020  | 2021  | 2023  |       |       |
| →4238 | ↘4219 | ↘4218 | ↘3396 | ↘3372 |       |       |

## Населённые пункты
В состав сельского поселения (сельского округа) входят 3 населённых пункта:
| № | Населённый пункт | Тип населённого пункта | Население (чел.) |
| - | ---------------- | ---------------------- | ---------------- |
| 1 | Черниговская     | станица                | ↘1335            |
| 2 | Гурийская        | станица                | ↘648             |
| 3 | Молодёжный       | посёлок                | ↗2044            |